# Capri Virkkunen
Päivi "Capri" Virkkunen (Vaasa, Finlandia, 28 de febrero de 1972) es una cantante finlandesa, conocida por ser la actual vocalista de la banda de power metal sinfónico Amberian Dawn tras la salida de Heidi Parviainen.

## Historia
Comenzó su carrera musical a la edad de tres años, cantando frente a audiencias en varias oportunidades. Más adelante tomó clases de canto clásico y contemporáneo, enfocándose en este último para interpretar canciones de rock. A sus 19 años, estudia en el Central Ostrobothnia Conservatory of Music y Oriveden Institute para ser profesora de canto y desempeñándose como tal en el Tampere Workers' Theatre, uno de los más reconocidos teatros de Tampere.
Participó en programas de televisión finlandeses sin ganar, pero dado a su participación, fue contratada por la discográfica Sony Music para lanzar su primer álbum como artista solitario, titulado Salaa Sinun, emitido el año 1997 y luego Kuun Morsian, emitido el 2001.
El 21 de diciembre del 2012, Amberian Dawn anuncia a Capri como su nueva vocalista tras la salida de la soprano Heidi Parviainen. Cantó con la agrupación por primera vez para el álbum compilatorio emitido en junio del 2013, dando nuevas interpretaciones vocales a cuatro canciones de álbumes anteriores, River Of Tuoni (2008), The Clouds of Northland Thunder (2009), End of Eden (2010) y Circus Black (2012).
Actualmente permanece como la vocalista de Amberian Dawn, con 6 álbumes de estudio emitidos.

## Discografía

### Con Amberian Dawn

#### Álbumes de estudio
- Re-Evolution (2013)
- Magic Forest (2014)
- Innuendo (2015)
- Darkness Of Eternity (2017)
- Looking For You (2020)
- Take a Chance – A Metal Tribute to ABBA (2022)

### En solitario

#### Álbumes de estudio
- Salaa Sinun (1997)
- Kuun Morsian (2001)